# Dryotribini
Dryotribini es una tribu de insectos coleópteros curculiónidos. 

## Géneros
Agrilochilus - Allopentarthrum - Amaurorhinus - Ampharthropelma - Arecocryptus - Arecophaga - Atopoxydema - Barretonus - Benius - Caenopentarthrum - Catolethrobius - Catolethrus - Caulophilus - Caulotrupis - Cotaster - Cotasteroloeblia - Dryotribodes - Dryotribus - Echinomorphus - Elgoniella - Entium - Hexacoptus - Howdeniola - Iliolus - Isodryotribus - Lixomimus - Macrorhyncolus - Mahnertia - Microcopes - Micromimus - Microtribodes - Microtribus - Necrodryophthorus - Nesmicrocopes - Ochronanus - Paralicus - Peltophoridus - Pentarthrodes - Pentarthrophasis - Pentatemnodes - Pentatemnus - Pentebathmus - Pogonorhinus - Pseudomesoxenus - Salvagopselactus - Sengletius - Sericotrogus - Stenomimus - Stenotoura - Stenotribus - Stilbocara - Synommatodes - Toura - Trichopentarthrum - Uluguruella - Unas - ?Allaorus - ?Eiratus - ?Etheophanus - ?Exeiratus - ?Paedaretus - ?Stilboderma